# انتقادات على أحمد الشقيري
انتقادات على أحمد الشقيري وجهت انتقادات لبرنامج خواطر ولأحمد مازن الشقيري دائماً وبشكل مستمر ويكثر الجدل بين مؤيد ومعارض ومحايد، اندفعت بعض الفئات للدفاع عن الشقيري والبعض نحو نقده ونقد برنامجه، لكن في عام 2011 بدأت موجه الانتقادات الكبرى والشرسه عليه بتغريده في تويتر تقول «لماذا يطالب الشقيري التجار بخفض الأسعار وهو يبيع الماء بست ريال.» تحمس المعجبون للدفاع بينما وجد بعض ممن لا يتفقون مع أفكاره فرصة للمحاسبة والمطالبة بتوضيح هذا الجانب. ولكن من أهم الانتقادات على الشقيري والدائم تكرارها هي بالمبالغة في الأداء والتورط في الوعظ المباشر والوقوع فيما يشبه الترويج والدعاية لبعض الأماكن والأشخاص، كما فعل لأحد المستشفيات الخاصة في إحدى الحلقات.

## المنتقدون